# Neolasioptera major
Neolasioptera major är en tvåvingeart som beskrevs av Ephraim Porter Felt 1918. Neolasioptera major ingår i släktet Neolasioptera och familjen gallmyggor.
Artens utbredningsområde är Colorado. Inga underarter finns listade i Catalogue of Life.